# Dudley Fosdick
Dudley Fosdick (Liberty (Indiana), 1902 – Malibu (Californië), 17 juni 1957) was een Amerikaanse jazzmuzikant.

## Biografie
Fosdick studeerde aan de Northwestern University en de Columbia University en speelde in 1922/1923 in het ensemble The Hoosiers, geleid door zijn broer, saxofonist en klarinettist Gene Fosdick. In 1927 verhuisde hij naar New York en speelde hij in de bands van de trompettist Tommy Gott, vervolgens met Don Voorhees en Roger Wolfe Kahn. Aan het einde van het decennium was hij een veelgevraagd sideman en werkte hij mee aan opnamen van Ted Weems, Red Nichols & His Five Pennies en Miff Mole & the Molers. Tijdens de jaren 1930 werd hij lid van Henry King en zijn orkest, voordat hij in 1936 verhuisde naar Guy Lombardo's Royal Canadians, waar hij tien jaar verbleef. Tijdens de Tweede Wereldoorlog werkte hij voornamelijk als studiomuzikant. In de naoorlogse periode gaf hij les aan de Roerich Academy of Arts, waar hij uiteindelijk de muziekafdeling leidde.

## Overlijden
Dudley Fosdick overleed in juni 1957 op 55-jarige leeftijd aan de gevolgen van een hartinfarct.